# Illeis ranamese
Illeis ranamese is een keversoort uit de familie lieveheersbeestjes (Coccinellidae). De wetenschappelijke naam van de soort is voor het eerst geldig gepubliceerd in 1960 door Bielawski.